# Grzegorz Wiśniewski (ur. 1962)
Grzegorz Wiśniewski (ur. 5 czerwca 1962 w Płońsku) – polski inżynier, ekonomista, promotor energetyki odnawialnej i prosumenckiej, działacz społeczny, założyciel i (od 2001) prezes zarządu niepublicznego centrum badawczego Instytutu Energetyki Odnawialnej.

## Życiorys
W latach 1997–2005 był dyrektorem Centrum Komisji Europejskiej ds. Odnawialnych Źródeł Energii dla Regionu Morza Bałtyckiego (EC BREC) i przewodniczącym (2008-2009) Grupy Refleksyjnej Komisji Europejskiej ds. Zrównoważonej Energetyki (managEnergy).
Specjalizuje się w energetyce odnawialnej oraz kształtowaniu rozwoju energetyki prosumenckiej i systemów ciepłowniczych współpracujących z energią odnawialną. Jest współautorem „Strategii rozwoju energetyki odnawialnej” (2000), pierwszego projektu ustawy o odnawialnych źródłach energii (2003) oraz tzw. „poprawki prosumenckiej” do ustawy o odnawialnych źródłach energii (2015).
Jest autorem jednych z pierwszych książek dotyczących energetyki słonecznej „Energia słoneczna. Przetwarzanie i wykorzystanie energii promieniowania słonecznego”. Wyd. Biblioteka Fundacji Ekologicznej „Silesia”, Katowice, 1999 r., jak również „Kolektory słoneczne. Poradnik wykorzystania energii słonecznej”. Wyd. COIB, Warszawa, 1991r., wydana czterokrotnie, ostatni raz w 2008r. przez wydawnictwo Medium
Był przewodniczącym zespołu doradców ministra środowiska ds. energii (w latach 2002–2004), członkiem zespołów doradców ministra gospodarki ds. rozwiązań systemowych w energetyce (w latach 2014–2015) i ds. produkcji urządzeń dla odnawialnych źródeł energii (w latach 2012–2013). Od 2013 jest członkiem Komitetu Sterującego ds. Zaawansowanych Technologii Pozyskania Energii w Narodowym Centrum Badań i Rozwoju oraz przewodniczącym (od 2013) Rady Związku Pracodawców Forum Energetyki Odnawialnej. Członek Narodowej Rady Rozwoju powołanej przez prezydenta RP (od 15 października 2015). Aktywnie uczestniczy w pracach sekcji „Wieś, rolnictwo”.

## Nagrody
Przez ministra środowiska dwukrotnie odznaczony (1992, 2008) srebrnym medalem za zasługi dla ochrony środowiska. Jest laureatem tytułów: „Promotor energetyki odnawialnej” miesięcznika „Czysta Energia” (2014), statuetki „Nowy Impuls” miesięcznika „Nowy Przemysł” (2014) oraz laureatem tytułu „Człowiek Roku Polskiej Ekologii” (2014).